# Sibbhult
Sibbhult är en tätort i Östra Göinge kommun i Skåne län, belägen cirka 20 kilometer sydost om Osby, cirka 30 kilometer norr om Kristianstad och cirka 30 kilometer öster om Hässleholm.

## Ortnamnet
I ortnamnet (Sebbeholt 1583, även Sebuhult på Gerhard von Buhrmans karta från 1684) finns mansnamnet Sibbe och hult, med betydelsen "liten skog".
För 400 år sedan (1599) nämndes Sibbhult i ett köpebrev. Då skrevs det som "Sebbehyltan".

## Historia

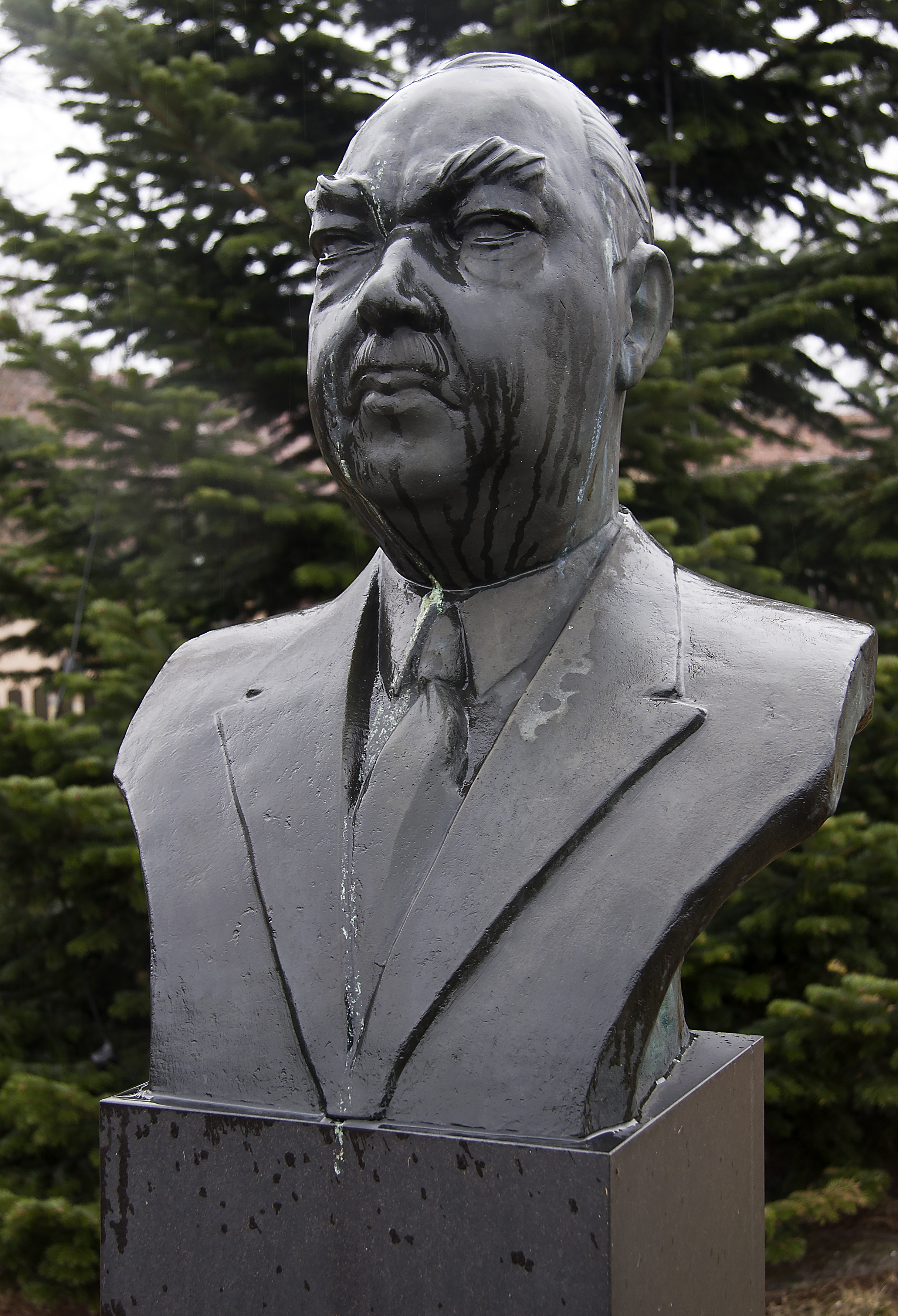
En byst av Bror Färe står nedanför Sibbhults kyrka.

Sibbhults samhälle har alltid varit beläget i gränsland. Från början kunde man notera fem olika byar, nämligen Sibbhult i Hjärsås socken, Broestorp och Feleberga i Emmislövs socken samt Tykatorp och Färeköp i Glimåkra socken.
Genom att samhället kom att utvecklas i dessa tre socknar-kommuner uppstod tidigt problem med samhällsbyggnaden, till exempel skolorna, vilket fördröjde samhällets utveckling, som först tog riktig fart i slutet av 1950-talet och under 1960-talet.
En driftig man, Anders B. Nilsson, fick stor betydelse för samhällsutvecklingen. Han ägde Sibbhultsgården. Han var också med och startade Hjärsås sparbank. Han hade stort inflytande på järnvägen Kristianstad-Älmhults utbyggnad och att denna drogs genom Sibbhult. Detta skedde 1886. Härigenom uppstod möjligheten att exploatera skogen och senare även stenen, råvaror som än i dag har stor betydelse för bygden. 1892 eller däromkring startade det första glasbruket i Sibbhult. Några år senare tillkom det andra glasbruket. Härmed lades grunden för en verklig samhällsbyggnation, med bostäder, hotell, affärer och så vidare.
1920 kom Bror Färe (Carlsson) till Sibbhult och vid denna tid var det dåliga tider för Färe Glasbruk. Något år tidigare hade hyttmästaren i Sibbhult, Creutzer, flyttat till Glimåkra där man startat en glashytta. En annan etablering var Elme Glasbruk i Älmhult, som blev det avgörande slutet för Färe Glasbruk. Detta senare blev ett dotterbolag till Elme, som drog mycket pengar, vilket drabbade Färe hårt. Elme Glasbruk har senare upphört och lagts ned. Detsamma skedde med Glimma Glasbruk. I Sibbhult kunde Bror Färe överta den metallavdelning som fanns vid Färe Glasbruk. Denna utvecklade Bror Färe till Färe Armaturfabrik, som hade cirka 500 anställda och hade verksamheter i Lönsboda och Osby och fick avläggare i Broby och Glimåkra.

### Befolkningsutveckling
| Befolkningsutvecklingen i Sibbhult 1960–2020 | Befolkningsutvecklingen i Sibbhult 1960–2020 | Befolkningsutvecklingen i Sibbhult 1960–2020 | Befolkningsutvecklingen i Sibbhult 1960–2020 | Befolkningsutvecklingen i Sibbhult 1960–2020 |
| -------------------------------------------- | -------------------------------------------- | -------------------------------------------- | -------------------------------------------- | -------------------------------------------- |
|                                              |                                              |                                              |                                              |                                              |
| År                                           |                                              |                                              | Folkmängd                                    | Areal (ha)                                   |
| 1960                                         | 1960                                         |                                              | 853                                          |                                              |
| 1965                                         | 1965                                         |                                              | 1 213                                        |                                              |
| 1970                                         | 1970                                         |                                              | 1 424                                        |                                              |
| 1975                                         | 1975                                         |                                              | 1 489                                        |                                              |
| 1980                                         | 1980                                         |                                              | 1 521                                        |                                              |
| 1990                                         | 1990                                         |                                              | 1 541                                        | 141                                          |
| 1995                                         | 1995                                         |                                              | 1 524                                        | 142                                          |
| 2000                                         | 2000                                         |                                              | 1 389                                        | 146                                          |
| 2005                                         | 2005                                         |                                              | 1 383                                        | 146                                          |
| 2010                                         | 2010                                         |                                              | 1 364                                        | 147                                          |
| 2015                                         | 2015                                         |                                              | 1 431                                        | 161                                          |
| 2020                                         | 2020                                         |                                              | 1 408                                        | 158                                          |
|                                              |                                              |                                              |                                              |                                              |

## Näringsliv
Utåt sett har Sibbhult gjort sig känt tack vare stenindustrin och de två industrierna Scania, som tillverkar växellådor för lastbilar och bussar, samt HAKI, som gör byggnadsställningar. I mars 2006 kom emellertid efter en tids ovisshet besked om att Scania planerade att flytta tillverkningen till Södertälje. Den 16 juni 2008 tillverkades den sista växellådan i Sibbhult, men redan 2006 hade andra företag börjat ta över lokaler och anställda med andra, liknande, verksamheter.

## Idrott
Sibbhult har en fotbollsförening med både barn, ungdomar och seniorer. Sibbhults IF har ett damlag som befinner sig i div. 3 (2023) medan herrarna spelar i div. 5 (2023).